# Guido von Montfort († 1228)

Wappen Guidos von Montfort

Guido von Montfort (* vor 1170; † 31. Januar 1228) war Herr von Castres, La Ferté-Alais und Bréthencourt, Kreuzfahrer und Regent der Grafschaft Sidon.
Er war ein Sohn von Simon (IV.) von Montfort und Amicia, der Schwester von Robert de Beaumont, 4. Earl of Leicester. Er war der jüngere Bruder von Simon IV. de Montfort, 5. Graf von Leicester.
Guido nahm 1189 am Dritten Kreuzzug teil und blieb wahrscheinlich bis 1192 im Heiligen Land, als auch Richard Löwenherz heim reiste.
Um 1202 war er Herr von La Ferté-Alais und Bréthencourt, in diesen Herrschaften, die er von seinem Vater erbte, hatte sein Stiefvater Guillaume II. des Barres zuvor die Regentschaft für ihn geführt. Im selben Jahr brach er zusammen mit seinem Bruder Simon zum Vierten Kreuzzug auf. Allerdings lehnten beide die Umleitung des Kreuzzuges gegen christliche Städte ab. Nach der Belagerung von Zara, bei der sie nicht an den Kämpfen teilnahmen, verließen sie das Kreuzzugsheer und reisten stattdessen über Ungarn ins Heilige Land. Nach ihrer Ankunft in Jaffa nahmen sie am Feldzug König Amalrichs II. von Jerusalem nach Tiberias teil.
Amalrich dankte Guido seine Dienste, indem er ihm die Ehe mit Helvis von Ibelin, Tochter des Balian von Ibelin, Witwe von Rainald Garnier und Gräfin von Sidon arrangierte. Guido war Regent von Sidon, bis sein Stiefsohn Balian Garnier 1210 volljährig wurde.
Guido kehrte später in die Heimat zurück und nahm zwischen 1212 und 1228 an einigen militärischen Unternehmungen des Albigenserkreuzzugs teil, den sein Bruder Simon anführte. Von ihm erhielt er das im Languedoc gelegene Castres als Lehen verliehen. Bei der Belagerung von Toulouse 1218 wurde er von einem Armbrustbolzen schwer verwundet, während sein Bruder Simon von einem Wurfgeschoss erschlagen wurde. Gegen Jahresende 1224 trat Guido als Gesandter des französischen Königs Ludwig VIII. vor Papst Honorius III. in Erscheinung, um nach der Niederlage vom Jahresbeginn, als die letzten Kreuzfahrer das Languedoc nach der Eroberung Carcassonnes und der Kapitulation seines Neffen Amalrich VII. von Montfort verlassen mussten, das weitere Vorgehen gegen  den exkommunizierten Grafen Raimund VII. von Toulouse abzustimmen und die vom Papst zu diesem Zeitpunkt erwogene Anerkennung des Friedensvertrags zwischen den Häusern Montfort und Toulouse zu verhindern. Guido selbst kam im weiteren Verlauf des Kreuzzugs am 31. Januar 1228 bei der Verteidigung von Varilhes in der Nähe von Pamiers gegen den Grafen von Foix zu Tode. Er wurde im Kloster Haute-Bruyère begraben.

## Nachfahren
Mit seiner Frau Helvis hatte er zwei Kinder: Philipp von Montfort († 1270), Erbe von Castres, La Ferté-Alais und Bréthencourt, der im Heiligen Land blieb und dort Herr von Tyrus und Herr von Toron wurde, und Pernelle von Montfort, die Nonne im Kloster Saint-Antoine des Champs in Paris wurde.
Spätestens 1224 heiratete Guido Briende von Beynes, die Witwe des Lambert von Thury, Herr von Lombers. Mit Briende hatte er zwei Töchter und einen Sohn: Alicia und Agnes, die beide Nonnen im Kloster Port-Royal wurden, und Guido von Montfort († 1254), Herr von Lombers.